# 夕刊ラジオ
『夕刊ラジオ -YOU CAN RADIO-』（ゆうかんラジオ -ユー・キャン・レディオ-）は、エフエム岩手で放送されている情報番組である。

## 概要
平成の最終日、2019年4月30日をもって、2011年5月2日から8年間放送した前番組の『Posh!』が終了、令和の改元同日の翌5月1日より始まったのが当番組である。
番組名には「夕刊」のページをめくるように情報をながら聴きで得ることができることと、「You Can!」と背中を押せるような明日への活力を与えることができる番組を目指す意味合いが込められている。
また、2022年3月25日まで金曜日の13:30 - 14:50には姉妹番組として『夕刊ラジオ 早出し!』（ゆうかんラジオ はやだし!）、2022年4月1日から9月30日までは放送枠を15時台にも拡大した『夕刊ラジオ FRIDAY』が放送された。
2024年4月1日から16:00 - 16:30にJFNC制作『Happy Our Party!』ネット開始に伴い、月 - 木の放送が16:30から開始と縮小された。

## パーソナリティ
2020年4月〜
- 月曜・水曜・金曜：阿部沙織（エフエム岩手アナウンサー）
- 火曜：高野真一郎
- 木曜：柳咲恵

### 過去のパーソナリティ
- まつみたくや（水曜 - 金曜・早出し!、2019年5月 - 2020年3月）

### パーソナリティの変遷
| 期間      | 期間      | 月曜日   | 火曜日     | 水曜日       | 木曜日       | 金曜日              | 早出し! ↓ FRIDAY    |
| --------- | --------- | -------- | ---------- | ------------ | ------------ | ------------------- | ------------------- |
| 2019.5.1  | 2020.3.31 | 阿部沙織 | 阿部沙織   | まつみたくや | まつみたくや | まつみたくや 柳咲恵 | まつみたくや 柳咲恵 |
| 2020.4.1  | 2022.9.30 | 阿部沙織 | 高野真一郎 | 阿部沙織     | 柳咲恵       | 阿部沙織            | 阿部沙織 高野真一郎 |
| 2022.10.3 | 現在      | 阿部沙織 | 高野真一郎 | 阿部沙織     | 柳咲恵       | 阿部沙織            | （放送終了）        |

## 主なコーナー
月曜日 - 金曜日
- フォーラムへ行こう

火曜日
- 火曜シネマ劇場

水曜日
- 水曜ローソンdeショー

金曜日
- You Gotta Culture